# Katzenberge
Das Naturschutzgebiet Katzenberge liegt auf dem Gebiet der Gemeinde Heidesee im Landkreis Dahme-Spreewald in Brandenburg. Es gehört zum Naturpark Dahme-Heideseen.
Das Gebiet mit der Kenn-Nummer 1547 wurde mit Verordnung vom 28. Mai 2004 unter Naturschutz gestellt. Das rund 144 ha große Naturschutzgebiet erstreckt sich nordöstlich von Neubrück, einem Wohnplatz der Gemeinde Groß Köris. Nordwestlich erstreckt sich der Schmöldesee und westlich der Hölzerne See. Westlich verläuft die B 179, östlich fließt die Dahme, ein Nebenfluss der Spree. Etwas westlich erstrecken sich die Naturschutzgebiete Dubrow und Radeberge und etwas östlich das NSG Streganzsee-Dahme.

## Naturschutz

### Natura-2000- und FFH-Gebiet
Das NSG Katzenberge ist Teil des kohärenten europäischen ökologischen Netzes besonderer Schutzgebiete Natura 2000. Der Steckbrief des Bundesamtes für Naturschutz (BfN) enthält für das 141,23 Hektar umfassende FFH-Gebiet unter der Nummer 3848-304 folgende Charakterisierung:

„Geschlossenes Waldgebiet mit hohem Anteil strukturreicher Eichenwälder auf Moränenstandorten. Steckbrief FFH-Gebiet Katzenberge.“

## Flora und Fauna

### Pflanzen
Unter den Lebensraumtypen listet der FFH-Steckbrief folgende Pflanzen- beziehungsweise Waldgesellschaften auf: Alte bodensaure Eichenwälder auf Sandböden mit Stieleiche (Natura 2000-Code 9190) und Subkontinentale basenreiche Sandrasen (6120; Koelerion glaucae).

### Tiere
Nach Anhang II der Flora-Fauna-Habitat-Richtlinie und der Verordnung des Landes sind einschließlich ihrer für Fortpflanzung, Ernährung, Wanderung und Überwinterung wichtigen Lebensräume besonders geschützt: unter den wirbellosen Tieren der Große Eichenbock (Cerambyx cerdo) und der Hirschkäfer (Lucanus cervus).